# MTV Video Music Awards/Best Choreography
Der MTV Video Music Award for Best Choreography gehört zu den technischen Kategorien. Es ist einer der wenigen Awards, die seit 1984 kontinuierlich vergeben wurden. Von 1984 bis 2006 hieß er Best Choreography in a Video.
Wie bei allen technischen Kategorien wird auch in diesem Fall sowohl der Künstler, der Manager des Künstlers als auch der eigentliche Ausführende, in diesem Fall der Choreograf des Videos ausgezeichnet.
Den Rekord hält Frank Gatson mit sechs Preisen, dicht gefolgt von Michael Rooney mit fünf Siegen, Gatson war auch mit elf Nominierungen in der Nominierungsliste Spitzenreiter. Bei den Künstlern waren Janet Jackson und Beyoncé mit je vier Awards siegreich. Madonna wurde mit zwölf Nominierungen am häufigsten nominiert.
Acht Künstler, die den Award gewannen, waren gleichzeitig auch Choreographen der Videos, nämlich Michael Jackson (für Thriller), Prince (für Raspberry Beret), Paula Abdul (für Straight Up), Madonna (für Ray of Light), Janet Jackson (für Rhythm Nation), Shakira (für Hips Don’t Lie). Bruno Mars (für Treasure) und OK Go (für I Won’t Let You Down).
Christopher Walken gewann den Award für seinen Tanzauftritt in Fatboy Slims Video zu Weapon of Choice und Spike Jonze ebenfalls für einen Tanz in einem Video von Fatboy Slim, in diesem Fall Praise You.

## Übersicht
| Award | Jahr | Preisträger                                                         | für das Video                                                  | Nominierungen |
| ----- | ---- | ------------------------------------------------------------------- | -------------------------------------------------------------- | --- |
| 1.    | 1984 | Michael Jackson und Michael Peters                                  | Michael Jackson – Thriller                                     | - Toni Basil – Over My Head (Choreograf: Toni Basil) - Elton John – I’m Still Standing (Choreografin: Arlene Phillips) - Bette Midler – Beast of Burden (Choreografen: Bette Midler und Toni Basil) - Donna Summer – She Works Hard for the Money (Choreografin: Arlene Phillips) |
| 2.    | 1985 | David Atkins                                                        | Elton John – Sad Songs (Say So Much)                           | - Eurythmics – Would I Lie to You? (Choreograf: Eddie Baytos) - Madonna – Like a Virgin (Choreograf: Madonna) - Madonna – Material Girl (Choreograf: Kenny Ortega) - Prince and The Revolution – When Doves Cry (Choreograf: Prince) - Sheila E. – The Glamorous Life (Choreograf: Lesli Glatter) - Tina Turner – Private Dancer (Choreograf: Arlene Phillips)                                                                               |
| 3.    | 1986 | Prince                                                              | Prince and The Revolution – Raspberry Beret                    | - Pat Benatar – Sex as a Weapon (Choreograf: Russell Clark) - Morris Day – The Oak Tree (Choreografen: Russell Clark und Morris Day) - Madonna – Dress You Up (Choreografr: Brad Jeffries) - Madonna – Like a Virgin (live) (Choreograf: Brad Jeffries) |
| 4.    | 1987 | Paula Abdul                                                         | Janet Jackson – Nasty                                          | - The Bangles – Walk Like an Egyptian (Choreografin: Wendy Biller) - Janet Jackson – When I Think of You (Choreografen: Paula Abdul und Michael Kidd) - Madonna – Open Your Heart (Choreograf: Brad Jeffries) - Steve Winwood – Higher Love (Choreograf: Ed Love) |
| 5.    | 1988 | Barry Lather                                                        | Janet Jackson – The Pleasure Principle                         | - Michael Jackson – Bad (Choreografen: Michael Jackson, Gregg Burge und Jeffrey Daniel) - Michael Jackson – The Way You Make Me Feel (Choreografen: Michael Jackson und Vincent Paterson) - Prince (featuring Sheena Easton) – U Got the Look (Choreographer: Cat Glover) - Sting – We'll Be Together (Choreograf: Barry Lather) |
| 6.    | 1989 | Paula Abdul                                                         | Paula Abdul – Straight Up                                      | - Bobby Brown – Every Little Step (Choreograf: Bobby Brown) - Michael Jackson – Smooth Criminal (Choreografen: Michael Jackson und Vincent Paterson) - New Kids on the Block – You Got It (The Right Stuff) (Choreograf: Tyrone Procter) |
| 7.    | 1990 | Janet Jackson und Anthony Thomas                                    | Janet Jackson – Rhythm Nation                                  | - Paula Abdul – Opposites Attract (Choreograf: Paula Abdul) - Madonna – Vogue (Choreografen: Luis Camacho und Jose Gutierrez) - MC Hammer – U Can’t Touch This (Choreografen: MC Hammer und Ho Frat Hooo!) |
| 8.    | 1991 | Jamale Graves                                                       | C+C Music Factory – Gonna Make You Sweat (Everybody Dance Now) | - Janet Jackson – Love Will Never Do (Without You) (Choreografen: Herb Ritts, Janet Jackson und Tina Landon) - Madonna – Like a Virgin (Truth or Dare version) (Choreograf: Vincent Paterson) - MC Hammer – Pray (Jam the Hammer Mix) (Choreografen: MC Hammer und Ho Frat Hooo!) |
| 9.    | 1992 | Frank Gatson, Travis Payne und LaVelle Smith Jnr                    | En Vogue – My Lovin’ (You’re Never Gonna Get It)               | - Hammer – 2 Legit 2 Quit (Choreograf: Hammer) - Madonna – Holiday (Truth or Dare version) (Choreograf: Vincent Paterson) - Marky Mark and the Funky Bunch – Good Vibrations (Choreografen: Marky Mark and the Funky Bunch) |
| 10.   | 1993 | Frank Gatson, LaVelle Smith Jnr und Travis Payne                    | En Vogue – Free Your Mind                                      | - Mary J. Blige – Real Love (Choreografin: Leslie Segar) - Janet Jackson – That's the Way Love Goes (Choreografin: Tina Landon) - Michael Jackson – Jam (Choreografr: Barry Lather) |
| 11.   | 1994 | Frank Gatson und Randy Connor                                       | Salt-n-Pepa (feat. En Vogue) – Whatta Man                      | - Hammer – Pumps und a Bump (Choreografen: Hammer und Randi G.) - Janet Jackson – If (Choreografin: Tina Landon) - Us3 – Cantaloop (Flip Fantasia) (Choreograf: Toledo) |
| 12.   | 1995 | LaVelle Smith Jnr, Tina Landon, Travis Payne und Sean Cheesman      | Michael Jackson and Janet Jackson – Scream                     | - Paula Abdul – My Love Is for Real (Choreografen: Paula Abdul, Bill Bohl und Nancy O’Meara) - Brandy – Baby (Choreograf: Fatima Robinson) - Madonna – Human Nature (Choreograf: Jamie King) - Salt-n-Pepa – None of Your Business (Choreograf: Randy Connor) |
| 13.   | 1996 | Michael Rooney                                                      | Björk – It’s Oh So Quiet                                       | - Janet Jackson – Runaway (Choreografin: Tina Landon) - George Michael – Fastlove (Choreografen: Vaughan und Anthea) - Quad City DJ’s – C’mon N' Ride It (The Train) (Choreografen: Quad City DJ’s) |
| 14.   | 1997 | Peggy Hickey                                                        | Beck – The New Pollution                                       | - Cibo Matto – Sugar Water (Choreograf: Michel Gondry) - Dr. Dre – Been There, Done That (Choreografen: Fatima und Swoop) - Jamiroquai – Virtual Insanity (Choreographer: Jason Kay) - Will Smith – Men in Black (Choreograf: Stretch) |
| 15.   | 1998 | Madonna und Jonas Åkerlund                                          | Madonna – Ray of Light                                         | - Busta Rhymes – Put Your Hands Where My Eyes Could See (Choreografin: Fatima Robinson) - Wyclef Jean – We Trying to Stay Alive (Choreografen: Henry & Crazy Legs) - Will Smith – Gettin’ Jiggy wit It (Choreograf: Stretch) |
| 16.   | 1999 | Richard Koufey & Michael Rooney                                     | Fatboy Slim – Praise You                                       | - Ricky Martin – Livin' la Vida Loca (Choreografin: Tina Landon) - Will Smith (feat. Dru Hill & Kool Moe Dee) – Wild Wild West (Choreografin: Fatima Robinson) - Britney Spears – ...Baby One More Time (Choreograf: Randy Connor) |
| 17.   | 2000 | Darrin Henson                                                       | *NSYNC – Bye Bye Bye                                           | - Aaliyah – Try Again (Choreografin: Fatima Robinson) - Christina Aguilera – What a Girl Wants (Choreografin: Tina Landon) - Jennifer Lopez – Waiting for Tonight (Choreografin: Tina Landon) - Alanis Morissette – So Pure (Choreografen: Kevin O’Day und Anne White) |
| 18.   | 2001 | Michael Rooney, Spike Jonze und Christopher Walken                  | Fatboy Slim – Weapon of Choice                                 | - Christina Aguilera, Lil’ Kim, Mýa and Pink – Lady Marmalade (Choreografin: Tina Landon) - Janet Jackson – All for You (Choreografen: Shawnette Heard, Marty Kudelka and Roger Lee) - Madonna – Don’t Tell Me (Choreograf: Jamie King) |
| 19.   | 2002 | Michael Rooney                                                      | Kylie Minogue – Can’t Get You Out of My Head                   | - Mary J. Blige – Family Affair (Choreografin: Fatima Robinson) - Britney Spears – I’m a Slave 4 U (Choreograf: Wade Robson) - Usher – U Don't Have to Call (Choreograf: Rosero) |
| 20.   | 2003 | Frank Gatson und LaVelle Smith Jnr                                  | Beyoncé (feat. Jay-Z) – Crazy in Love                          | - Christina Aguilera (feat. Redman) – Dirrty (Choreograf: Jeri Slaughter) - Jennifer Lopez – I’m Glad (Choreografen: Jamie King and Jeffrey Hornaday) - Mýa – My Love Is Like...Wo (Choreograf: Travis Payne) - Justin Timberlake – Rock Your Body (Choreograf: Marty Kudelka) |
| 21.   | 2004 | Fatima Robinson                                                     | The Black Eyed Peas – Hey Mama                                 | - Beyoncé – Naughty Girl (Choreografen: Frank Gatson und LaVelle Smith Jnr) - Missy Elliott – I'm Really Hot (Choreograf: Hi-Hat) - Sean Paul – Like Glue (Choreografin: Tanisha Scott) - Usher (feat. Ludacris and Lil Jon) – Yeah! (Choreografin: Devyne Stephens) |
| 22.   | 2005 | Kishaya Dudley                                                      | Gwen Stefani – Hollaback Girl                                  | - Amerie – 1 Thing (Choreografin: Jamaica Craft) - Missy Elliott (feat. Ciara & Fatman Scoop) – Lose Control (Choreograf: Hi-Hat) - Jennifer Lopez – Get Right (Choreografen: Richmond Talauega und Anthony Talauega) - My Chemical Romance – Helena (Choreograf: Michael Rooney) |
| 23.   | 2006 | Shakira                                                             | Shakira (featuring Wyclef Jean) – Hips Don’t Lie               | - Christina Aguilera – Ain’t No Other Man (Choreografin: Jeri Slaughter) - Madonna – Hung Up (Choreografin: Stefanie Roos) - Sean Paul – Temperature (Choreografin: Tanisha Scott) - The Pussycat Dolls (feat. Snoop Dogg) – Buttons (Choreograf: Mikey Minden) |
| 24.   | 2007 | Marty Kuldeka                                                       | Justin Timberlake – My Love                                    | - Beyoncé and Shakira – Beautiful Liar (Choreograf: Frank Gatson) - Chris Brown – Wall to Wall (Choreografen: Rich & Tone and Flii Styles) - Ciara – Like a Boy (Choreografin: Jamaica Craft) - Eve – Tambourine – (Choreografin: Tahesha Scott) |
| 25.   | 2008 | Michael Rooney                                                      | Gnarls Barkley – Run                                           | - Adele – Chasing Pavements (Choreografin: Marguerite Derricks) - Chris Brown – Forever (Choreografen: Tone & Rich) - Chris Brown (feat. T-Pain) – Kiss Kiss (Choreografen: Flii Stylz) - Pussycat Dolls – When I Grow Up (Choreografen: Robin Antin und Mikey Minden) |
| 26.   | 2009 | Frank Gatson und JaQuel Knight                                      | Beyoncé – Single Ladies (Put a Ring on It)                     | - Ciara (featuring Justin Timberlake) – Love Sex Magic (Choreografen: Jamaica Craft and Marty Kudelka) - Kristinia DeBarge – Goodbye (Choreografin: Jamaica Craft) - A. R. Rahman and the Pussycat Dolls (featuring Nicole Scherzinger) – Jai Ho! (You Are My Destiny) (Choreografen: Robin Antin und Mikey Minden) - Britney Spears – Circus (Choreograf: Andre Fuentes)                                                                    |
| 27.   | 2010 | Laurie Ann Gibson                                                   | Lady Gaga – Bad Romance                                        | - Beyoncé (featuring Lady Gaga) – Video Phone (Extended Remix) (Choreografen: Frank Gatson Jr., Phlex and Bryan Tanaka) - Lady Gaga (featuring Beyoncé) – Telephone (Choreografin: Laurie Ann Gibson) - Janelle Monáe (featuring Big Boi) – Tightrope (Choreografen: Janelle Monáe and the Memphis Jookin Community) - Usher (featuring will.i.am) – OMG (Choreograf: Aakomon “AJ” Jones)                                                    |
| 28.   | 2011 | Frank Gatson                                                        | Beyoncé – Run the World (Girls)                                | - Lady Gaga – Judas (Choreografin: Laurieann Gibson) - LMFAO (featuring Lauren Bennett und GoonRock) – Party Rock Anthem (Choreograf: Hokuto Konishi) - Bruno Mars – The Lazy Song (Choreografen: Bruno Mars and Poreotics) - Britney Spears – Till the World Ends (Choreograf: Brian Friedman) |
| 29.   | 2012 | Anwar „Flii“ Burton                                                 | Chris Brown – Turn Up the Music                                | - Avicii – Levels (Choreografen: Richy Greenfield und Petro Papahadjopoulos) - Beyoncé – Countdown (Choreografen: Danielle Polanco, Frank Gatson Jr., Beyoncé und Anne Teresa De Keersmaeker) - Jennifer Lopez (featuring Pitbull) – Dance Again (Choreograf: JR Taylor) - Rihanna – Where Have You Been (Choreograf: Hi-Hat) |
| 30.   | 2013 | Bruno Mars                                                          | Bruno Mars – Treasure                                          | - Chris Brown – Fine China (Choreografen: Richmond Talauega, Anthony Talauega und Anwar Flii Burton) - Ciara – Body Party (Choreograf: Jamaica Craft) - Jennifer Lopez (featuring Pitbull) – Live It Up (Choreografen: J.R. Taylor und Beau Smart) - will.i.am (featuring Justin Bieber) – #thatPOWER (Choreografen: Fatima Robinson und Ryo Noguchi)                                                                                        |
| 31.   | 2014 | Ryan Heffington                                                     | DJ Snake und Lil Jon – Turn Down for What                      | Sia – Chandelier - Beyoncé – Partition (Choreografen: Svetlana Kostantinova, Philippe Decouflé, Danielle Polanco und Frank Gatson) - Jason Derulo (featuring 2 Chainz) – Talk Dirty (Choreografin: Amy Allen) - Michael Jackson und Justin Timberlake – Love Never Felt So Good (Choreografen: Rich und Tone Talauega) - Kiesza – Hideaway (Choreografin: Ljuba Castot) - Usher – Good Kisser (Choreografen: Jamaica Craft und Todd Sams)    |
| 32.   | 2015 | OK Go, air:man und Mori Harano                                      | OK Go – I Won’t Let You Down                                   | - Beyoncé – 7/11 (Choreograph: Beyoncé, Chris Grant und Gabriel Valenciano) - Chet Faker – Gold (Choreograph: Ryan Heffington) - Flying Lotus (featuring Kendrick Lamar) – Never Catch Me (Choreograph: Keone Madrid und Mari Madrid) - Ed Sheeran – Don’t (Choreograph: Nappytabs) |
| 33.   | 2016 | Chris Grant, JaQuel Knight und Dana Foglia                          | Beyoncé – Formation                                            | - Beyoncé – Sorry (Choreographen: Chris Grant, JaQuel Knight, Dana Foglia, Anthony Burrell und Beyoncé) - Missy Elliott (feat. Pharrell) – WTF (Where They From) (Choreograph: Hi-Hat) - FKA Twigs – M3LL155X (Choreographin: FKA Twigs) - Florence + The Machine – Delilah (Choreograph: Holly Blakey) |
| 34.   | 2017 | Teyana Talor, Guapo, Matthew Pasterisa, Jae Blaze und Derek Watkins | Kanye West – Fade                                              | - Ariana Grande (featuring Nicki Minaj) – Side to Side (Choreographen: Brian Nicholson und Scott Nicholson) - Kendrick Lamar – Humble (Choreograph: Dave Meyers) - Sia – The Greatest (Choreograph: Ryan Heffington) - Fifth Harmony (featuring Gucci Mane) – Down (Choreograph: Sean Bankhead) |
| 35.   | 2018 | Sherrie Silver                                                      | Childish Gambino – This Is America                             | - Camila Cabello (featuring Young Thug) – Havana(Choreografen: Calvit Hodge, Sara Bivens und Galen Hooks) - The Carters – Apeshit (Choreografen: Sidi Larbi Cherkaoui und JaQuel Knight) - Dua Lipa – IDGAF (Choreograf: Marion Motin) - Bruno Mars (featuring Cardi B) – Finesse (Remix) (Choreografen: Phil Tayag und Bruno Mars) - Justin Timberlake – Filthy (Choreografen: Marty Kudelka, AJ Harpold, Tracey Phillips und Ivan Koumaev) |
| 36.   | 2019 | Charm La'Donna                                                      | Rosalía and J Balvin (feat. El Guincho) – Con altura           | - BTS (feat. Halsey) – Boy with Luv (Choreografen: Son Sungdeuk und Quick Crew) - FKA Twigs – Cellophane (Choreografin: Kelly Yvonne) - LSD – No New Friends (Choreograf: Ryan Heffington) - Shawn Mendes and Camila Cabello – Señorita (Choreograf: Calvit Hodge) - Solange – Almeda (Choreografinnen: Maya Taylor und Solange Knowles) |
| 37.   | 2020 | The Lab and Son Sung Deuk                                           | BTS – On                                                       | - CNCO and Natti Natasha – Honey Boo (Choreographer: Kyle Hanagami) - DaBaby – Bop (Choreographers: DaniLeigh and Cherry) - Lady Gaga with Ariana Grande – Rain on Me (Choreographer: Richy Jackson) - Dua Lipa – Physical (Choreographer: Charm La'Donna) - Normani – Motivation (Choreographer: Sean Bankhead) |
| 38.   | 2021 | Paul Roberts                                                        | Harry Styles – Treat People with Kindness                      | - Ariana Grande – 34+35 (Choreographers: Brian Nicholson and Scott Nicholson) - BTS – Butter (Choreographers: Son Sung Deuk with BHM Performance Directing Team) - Ed Sheeran – Bad Habits (Choreographer: Natricia Bernard) - Foo Fighters – Shame Shame (Choreographer: Nina McNeely) - Marshmello and Halsey – Be Kind (Choreographer: Dani Vitale)                                                                                       |
| 39.   | 2022 | Cortland Brown                                                      | Doja Cat – Woman                                               | - BTS – Permission to Dance (Choreografie: Son Sung Deuk) - FKA Twigs (featuring The Weeknd) – Tears in the Club (Choreografie: Sean Bankhead, Zoï Tatopoulos and Honey Balenciaga) - Harry Styles – As It Was (Choreografie: Yoann Bourgeois) - Lil Nas X and Jack Harlow – Industry Baby (Choreografie: Sean Bankhead) - Normani (featuring Cardi B) – Wild Side (Choreografie: Sean Bankhead)                                             |
| 40.   | 2023 | Kiel Tutin, Sienna Lalau, Lee Jung und Taryn Cheng                  | Blackpink – Pink Venom                                         | - Dua Lipa – Dance the Night (Choreographer: Charm La'Donna) - Jonas Brothers – Waffle House (Choreographer: Jerry Reeve) - Megan Thee Stallion – Her (Choreographer: Sean Bankhead) - Panic! at the Disco – Middle of a Breakup (Choreographer: Monika Felice Smith) - Sam Smith and Kim Petras – Unholy (Choreographers: (LA)HORDE – Marine Brutti, Jonathan Debrouwer and Arthur Harel)                                                   |